# Ingravescentem Aetatem
Ingravescentem Aetatem (česky Pokročilého věku) je motu proprio papeže Pavla VI., které bylo zveřejněno 21. listopadu 1970, a kterým byla stanoven maximální věk pro výkon funkcí u kardinálů. Ustanovení vstoupilo v platnost dne 1. ledna 1971.

## Obsah
Motu proprio stanoví, že kardinálové členové kurie, kteří dosáhnou věku sedmdesáti pěti let, spontánně podají demisi do rukou papeže, který ji buď okamžitě přijme nebo odloží na pozdější dobu.
Všichni kardinálové, ve věku osmdesáti let, přestanou být členy dikasterií Římské kurie a ztrácejí právo vstoupit do konkláve a volit papeže. Zvláštní pravidla se týkala camerlenga a hlavního penitenciáře, kteří jsou jmenováni na přechodnou dobu do doby, než je zvolen nový papež, v případě úmrtí papeže, v případě že tito již dovršili osmdesát let života. 
Na děkana kolegia kardinálů se ale vztahovalo běžná ustanovení, a v případě překročení osmdesáti let věku, jeho funkci přebral viceděkan, nebo je-li nepřítomen, nejstarší kardinál-biskup.